# Sân vận động Pier Luigi Penzo
Sân vận động Pier Luigi Penzo là một sân vận động đa năng ở Venice, Ý. Đây là cơ sở thể thao lớn nhất ở Venice và là sân nhà của Venezia FC. Sân vận động được mở cửa lần đầu tiên vào năm 1913 và lấy tên từ phi công trong Thế chiến thứ nhất Pier Luigi Penzo (1896–1928). Đây là sân vận động được sử dụng liên tục lâu đời thứ hai ở Ý (lâu đời nhất là Sân vận động Luigi Ferraris của Genoa).

## Lịch sử
Ban đầu được xây dựng từ gỗ, sân vận động đã được nâng cấp phần lớn với khán đài chính bằng bê tông vào những năm 1920 và những cải tiến tiếp theo đã được thực hiện trong những thập kỷ sau đó. Kỷ lục 26.000 người tham dự là một trận đấu bóng đá vào năm 1966, trận đấu ở Serie A với AC Milan.
Vào ngày 11 tháng 9 năm 1970, một cơn lốc xoáy tấn công Venice và gây thiệt hại lớn cho sân vận động. Do sự suy thoái của câu lạc bộ, sân vận động chỉ được khôi phục một phần và sức chứa giảm xuống chỉ còn hơn 5.000 và sau đó tăng trở lại lên 15.000 vào năm 1998. Việc câu lạc bộ trở lại Serie A vào năm 2021 đã thúc đẩy câu lạc bộ bắt đầu tái phát triển sân vận động trong mùa hè.
Nằm ở rìa phía đông của Venice, sân vận động nổi bật vì có thể dễ dàng đến được bằng thuyền.